# Indocypha
Indocypha – rodzaj ważek z rodziny Chlorocyphidae.

## Podział systematyczny
Do rodzaju należą następujące gatunki:
- Indocypha catopta Zhang, Hämäläinen & Tong, 2010
- Indocypha cyanicauda Zhang & Hämäläinen, 2018
- Indocypha katharina (Needham, 1930)
- Indocypha neglecta Hämäläinen, 2014
- Indocypha silbergliedi Asahina, 1988
- Indocypha svenhedini (Sjöstedt, 1933)
- Indocypha vittata (Selys, 1891)